# Cyperus vestitus
Cyperus vestitus är en halvgräsart som beskrevs av Ferdinand von Hochstetter och Christian Ferdinand Friedrich von Krauss. Cyperus vestitus ingår i släktet papyrusar, och familjen halvgräs. Inga underarter finns listade i Catalogue of Life.